# Krystal Meyers
Krystal Meyers (Orange County (Californië), 31 juli 1988) is een Amerikaanse christelijke rockmusicus.

## Biografie
Meyers begon al jong met het produceren van muziek. Op tienjarige leeftijd schrijft ze haar eerste liedjes, op dertienjarige leeftijd begint ze met spelen op de akoestische gitaar.
In 2005, als ze 16 is, wordt haar eerste album "Krystal Meyers" uitgebracht. Ze schreef mee aan al de songs op het album en ze speelt zelf gitaar.
Haar tweede album "Dying for a Heart" kwam uit op 19 september 2006. De song Together van dit album is gebruikt voor de promotie van de NBC serie Heroes in spotjes op radio en televisie.
Beide albums zijn ook uitgebracht in Japan. In Japan scoorde ze met de single Anticonformity van haar eerste album een nummer 1-hit.
Haar derde album, getiteld Make Some Noise, kwam in september 2008 uit. Dit album verschilt in stijl erg van haar andere albums, maar haar boodschap blijft hetzelfde.
Op 30 mei 2009 is ze getrouwd met Alex Hawkins.

## Muziekstijl
Door muziekcritici wordt ze getypeerd als de christelijke Avril Lavigne. Haar muziek combineert rock met akoestische melodieën. Haar songteksten concentreren zich hoofdzakelijk op onderwerpen waar tieners mee te maken krijgen, zoals werkdruk en seks voor het huwelijk.

## Discografie
| Album informatie |
| --- |
| Krystal Meyers - Uitgebracht: 7 juni 2005 - VS: 300.000 - Japan: Goud - Hoogste positie: niet in gewone hitlijsten - 2004 The Way To Begin - Singles: - 2004: The Way To Begin — #1 Christian CHR Charts - 2005: My Savior — #8 Christian CHR Charts - 2005: Anticonformity — #8 Christian Rock Charts, #1 JPN - 2006: Fire — #9 Christian CHR Charts                                               |
| Dying for a Heart - Uitgebracht: 19 september 2006 - VS: niet in gewone hitlijsten - Hoogste positie: niet in gewone hitlijsten - 2006: The Beauty of Grace - Singles: - 2006: Collide — #6 Christian Rock Charts - 2006: The Beauty of Grace — #4 Christian CHR Charts, #30* Christian AC charts, #2 JPN - 2007: Together — #28 Christian CHR charts, #23 Christian Rock charts - 2007: Hallelujah |
| Make Some Noise - Uitgebracht: 9 september 2008 |